# حسين أباد بناهي (إرم)
حسین أباد بناهي (بالفارسية: حسین‌آباد پناهی) هي قرية تقع في إيران في قسم إرم الريفي.